# 219

## Esdeveniments
- Roma: L'emperador Elagàbal es casa amb la seva primera esposa Júlia Cornèlia Paula.
- Shaanxi (Xina): S'esdevé la batalla del Mont Dingjun entre els regnes de Cao Wei i Shu Han, amb la victòria d'aquests darrers.

## Necrològiques
- Shaanxi (Xina): Xiahou Yuan, general de les tropes de Cao Wei en la batalla del Mont Dingjun.